# 格力集团
珠海格力集团有限公司，简称格力集团，成立于1985年3月，前身为珠海经济特区工业发展总公司，是广东省珠海市市属国有企业，为珠海市级的国有资本投资运营平台，曾经拥有格力電器、格力地產、罗西尼表的控股權。

## 歷史
1985年3月，珠海市政府决定以公司为主体开发北岭工业区，自筹10万元资金，成立珠海经济特区工业发展总公司。8月，与香港超艺科技有限公司合资成立了珠海经济特区冠雄塑胶有限公司。1990年，以珠海经济特区工业发展总公司为基础成立珠海格力集团公司，冠雄塑胶公司与珠海海利空调器厂合并为格力集团电器股份有限公司。
2004年，格力集团工业、房地产和石化三大板块进行产业重组和资产整合，2004年8月，珠海格力集团与中国中化集团合作，在珠海高栏港建设大型石化仓储基地。2004年9月，格力集团将其持有的凌达压缩机70%股权、格力电工70%股权、格力新元80%股权和格力小家电75%股权以1.48亿元转让给格力电器。
2007年，格力集团所持罗西尼表股权以2.62亿元公开转让给依波表家族旗下的福建丰榕投资有限公司。
2008年，更名为珠海格力集团有限公司，公司性质由集体所有制企业变更为国有独资公司。
2009年，与珠海九洲旅游集团共同出资设立珠海格力海岛投资有限公司，负责东澳岛的整体开发、经营与管理工作。
2010年，经珠海市国资委同意，格力集团物流板块资源无偿划转给珠海港集团。
2011年，格力集团设立珠海格力港珠澳大桥珠海口岸建设管理有限公司，负责港珠澳大桥珠澳口岸人工岛珠海口岸上部工程的融资及建设工作。
2015年，格力集团将持有的格力地产和珠海港珠澳大桥珠海口岸建设管理有限公司股权无偿划转至珠海投资控股有限公司。
2019年12月2日，格力集团与高瓴资本集团领衔的珠海明骏成功签署《股份转让协议》，以近417亿人民币转让格力电器15%的股份。交易完成后，珠海明骏成为格力电器第一大股东，格力集团持股降为3.22%。
2020年，根据《珠海市市属国有企业重组整合方案》，珠海格力集团有限公司改组为国有资本投资运营平台，旗下市政业务无偿划转给珠海交通集团。

## 业务
- 产业投资：以格力金投、兴格资本为主体，旗下全资子企业格力股权、格力创投、格力担保及参与组建和运营的合资企业珠海基金管理公司、润格管理公司为主要业务平台。
- 城市建设投资：以产业园区及综合体开发、海岛旅游综合开发、政府工程建设管理为主业，旗下拥有珠海市建安集团有限公司，承担珠海市政府的各项工程及重点项目建设。

- 海岛旅游：负责珠海东澳岛等海岛旅游资源的开发、建设。
- 服务运营：负责格力东澳大酒店、横琴客运码头、格创家、格创新天地等运营。

## 歷任董事長/總經理（總經理負責制時）
- 冼文（1994－1995）[9]
- 苏结宏（?）[10]
- 徐榮（1999－2004）[11][12]
- 郭毅（2004）[13]
- 叶志雄（2004－2006）[14]
- 朱江洪（2006－2012）
- 董明珠（2012－2016）
- 周乐伟（2016－2024）[15]
- 康洪（2024-2025）[16]
- 邹晖（2025-）[17]

## 歷任党委书记
- 冼文（1994－1995）[9]
- 苏结宏（?）[10]
- 徐榮（?－2004）
- 郭毅（2004）[13]
- 叶志雄（2004－2006）
- 朱江洪（2006－2012）
- 周少強（2012－2013）[18]
- 孟祥凯（2014－2016）[19]
- 周乐伟（2016－2024）[15]
- 康洪（2024-2025）[16]
- 邹晖（2025-）[17]

## 歷任總裁/總經理（總經理負責制取消後）
- 徐榮（2001－2004）[11]
- 陈元和（2004－2006）[13]
- 朱江洪（2006－2012）[20]
- 周少強（2012－2013）